# Heino Heinrich Graf von Flemming
Heino Heinrich Reichsgraf von Flemming (8 de mayo de 1632 - 1 de marzo de 1706) fue un líder del ejército y Mariscal de Campo sajón, y después de Brandeburgo, y Gobernador de Berlín.

## Biografía
Flemming nació en Martenthin en el seno de una antigua familia noble brandeburguesa que probablemente provenía de los Países Bajos. Era el tercer hijo de Jakob von Flemming y de Barbara von Pfuel. Después de una amplia educación en universidades alemanas, Flemming combatió a los turcos otomanos como Coronel de Tropas Auxiliares al servicio de Brandeburgo. El Elector Federico Guillermo de Brandeburgo lo envió al rey de Polonia en 1672. Después de servir varias veces excelentemente a Guillermo de Orange, Flemming finalmente vino a servir en el Ejército de Brandeburgo, aunque en tiempos de paz sirvió en otros ejércitos. Debido a su destreza y valentía recibió muchas ofertas para cambiar de bando, y en 1682 se convirtió en Feldmarschallleutnant (aproximadamente equivalente a un general de dos estrellas) en el ejército sajón. Comandando a las tropas sajonas auxiliares, contribuyó a atrasar el sitio turco de Viena en 1683.

## Carrera militar
El 15 de febrero de 1684 se convirtió en comandante de tropas sajonas y se convirtió en Mariscal de Campo tras la muerte del Barón von der Goltz el 8 de septiembre de 1688.
En este y al año siguiente comandó las tropas sajonas en el Rin a las órdenes del Elector Juan Jorge III. Sin embargo, fue suspendido por múltiples ofensas personales, que le hirieron profundamente. Los generales austríacos lo acusaron de corrupción. Abandonó el ejército sajón y se convirtió en mariscal de campo con el ejército de Brandeburgo, uno de los cuatro mariscales de campo en hacer esto (siendo los otros tres el Príncipe Juan Jorge II de Anhalt-Dessau, Derfflinger, y Spaen). Flemming comandó con éxito en Flances y se retiró en 1698 por razones de salud.
En 1667, contrajo matrimonio con Agnes Dorothea von Schwerin, sobrina de Otto von Schwerin, Presidente del Consejo Privado del Elector de Brandeburgo. En 1674 contrajo matrimonio con Dorothea Elisabeth von Pfuel († 1740), hija de Georg Adam von Pfuel (1618-1672), General de Caballería prusiano, Gobernador de la Ciudadela de Spandau, Señor de Groß- und Klein-Buckow (Märkische Schweiz). Tuvieron cuatro hijos varones y dos hijas.